# 2022 en numismatique
Chronologie de la numismatique
- 2021 en numismatique - 2022 en numismatique - 2023 en numismatique

Cet article présente les faits marquants de l'année 2022 en numismatique.

## Principaux événements numismatiques de l'année 2022
- 1er janvier 2022 :
  -   France : mise en circulation des pièces de deux euros avec la nouvelle face nationale française. La nouvelle pièce d'un euro est produite, quant à elle, uniquement pour les coffrets de collection[1].
- 29 septembre 2022 :
  -  Royaume-Uni : la monnaie britannique dévoile le portrait de nouveau roi Charles III, qui serra utilisé progressivement sur les nouvelles pièces du pays[2]
- 31 décembre 2022 :
  -  Croatie : dernier jour du kuna croate en tant que monnaie officielle de la Croatie avant son remplacement par l'euro[3]